# Grotte des Fées (Tréal)
Die Allée couverte de la Grotte des Fées von Tréal (auch Rocher de Tréal genannt) liegt an der Spitze eines Hügels bei Saint Just im Département Ille-et-Vilaine in der Bretagne in Frankreich.
Nicht zu verwechseln ist sie mit dem Dolmen de la Grotte von Sarou (ebenfalls „Grotte des Fées“ genannt), der im Département Puy-de-Dôme in der Auvergne liegt.

Grotte des Fées de Tréal

## Beschreibung
Die restaurierte Allée couverte mit lateralem Zugang (französisch Sepultre à entree laterale; nach Art nordeuropäischer Ganggräber, die in Frankreich sehr selten sind) besteht aus der etwa 13,0 m langen Kammer, die etwa 1,2 m breit ist. Der Zugang, bestehend aus einem Paar seitlich gesetzter Steine, liegt auf der Südseite in der Nähe des Ostendes. Es gibt neun erhaltene Decksteine (es fehlen etwa vier) und 29 erhaltene Tragsteine (es fehlen zwei) die zum westlichen Ende hin größer werden. Die Steine sind aus lokalem Schiefer.
Die Grotte des Fées gehört zum Parc des Megalithes de Saint-Just.